# Liebstadia saifulmalukensis
Liebstadia saifulmalukensis är en kvalsterart som först beskrevs av Hammer 1977.  Liebstadia saifulmalukensis ingår i släktet Liebstadia och familjen Liebstadiidae. Inga underarter finns listade i Catalogue of Life.